# Гарантована робота
«Гарантована робота. Аргументи «за» (англ. The Case for a Job Guarantee) — книга американської економістки Павліни Черневої, яка вийшла у видавництві Polity в США у 2020 році. Українською книга з'явилася у видавництві «Лабораторія» у 2022 році.

Обкладинка українського видання книги, видавництво «Лабораторія»

## Про книгу
Однією з найбільш стійких ідей в економіці є те, що безробіття є неминучим і необхідним для нормального функціонування економіки. Це припущення забезпечило прикриття для нищівних соціальних та економічних витрат незахищеності роботи. Це теж неправда. У цій книзі економістка Павліна Чернева закликає нас уявити світ, де фантом безробіття вигнаний і будь-хто, хто шукає гідну працю, яка має прожитковий мінімум, може її знайти – гарантовано. Мета Гарантованої роботи —  надати можливість добровільного працевлаштування на державній службі всім, хто цього потребує. Чернева перераховує численні переваги Гарантії робочих місць над статус-кво та пропонує схему її впровадження в ширшому контексті необхідності нового зеленого курсу. Цей компактний посібник є остаточним путівником щодо переваг однієї з найбільш трансформаційних державних політик, які обговорюються сьогодні. Це важливе прочитання для всіх громадян та активістів, які пристрасно прагнуть соціальної справедливості та побудови більш справедливої економіки.

## Переклади українською
Україномовний переклад книги вийшов у 2022 році у видавництві «Лабораторія», перекладач — Олександр Вальчишен.